# Hannes Reenpää
Hannes Reenpää (till 1935 Renqvist), född 17 november 1900 i Helsingfors, död där 9 september 1972, var en finländsk bokförläggare. Han var son till Alvar Renqvist. 
Reenpää blev student 1919 samt filosofie kandidat och filosofie magister 1923. Han anställdes vid det av fadern grundade Förlags Ab Otava 1923, var litterär chef från 1933 och medlem av direktionen från 1938. Han var sekreterare i Finlands studentkår 1925, viceordförande i Sibelius-Akademien och medlem av Finlands nationalteaters förvaltningsråd.